# 鴨池新町
鴨池新町（かもいけしんまち）は、鹿児島県鹿児島市の町。郵便番号は890-0064。人口は5,687人、世帯数は2,717世帯（2020年4月1日現在）。鴨池新町の全域で住居表示を実施している。
鹿児島県庁（鹿児島県庁舎）の所在地であり、県庁舎には行政庁舎のほか鹿児島県議会が入居する議会庁舎や、鹿児島県警察が入居する警察庁舎があり、鹿児島県の中枢をなしている。南部の鹿児島港鴨池港区（通称：鴨池港）は、大隅半島と薩摩半島を結ぶ航路のひとつである「鴨池・垂水フェリー」が発着している。

## 地理
鹿児島市中部に位置する。町域の北方に鴨池、与次郎、西方に三和町、真砂本町、真砂町、南東に新栄町が接しており、東方から南方にかけては鹿児島湾に面している。
町域の中央を南北に鹿児島県道218号鹿児島港下荒田線が通っており、その沿線に鹿児島県庁、鹿児島県警察が所在している。また、町域のほぼ中央部にある鹿児島港の鴨池港区（鴨池港）からは「鴨池・垂水フェリー」が発着し、大隅半島方面から鹿児島市への玄関口として機能している。
鹿児島空港は1972年（昭和47年）に姶良郡溝辺町麓（現在の霧島市溝辺町麓）へ移転するまでは当地に所在していた。旧鹿児島空港跡地は日本住宅公団によって鴨池ニュータウンとして開発されたほか、1996年（平成8年）には鹿児島県庁や鹿児島県警察本部がこの一角に移転した。

### 町名の由来
「角川日本地名大辞典」によれば、鴨池海岸を埋立てて造られた「鴨池海浜ニュータウン」であることから命名された。

### 地区計画
- 鴨池ニュータウン業務地区地区計画[10]
  - 行政・業務地区（33.4ヘクタール[11]）
  - 地区サービス施設地区（1.3ヘクタール[11]）
  - 業務・商業・文化関連地区（4.1ヘクタール[11]）

## 歴史

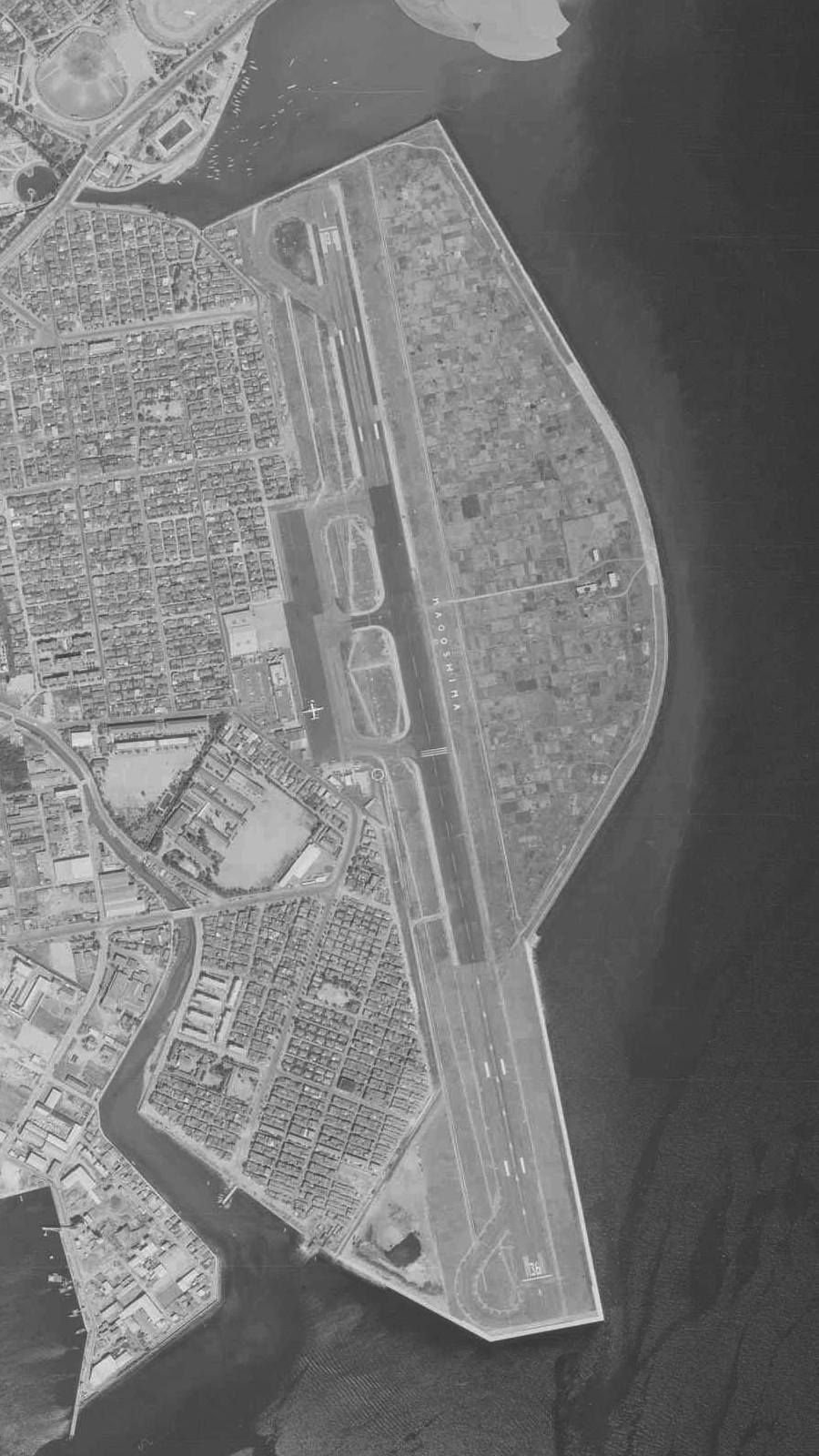
旧・鹿児島空港が所在していたころの鴨池新町。

### 鹿児島空港時代
1938年（昭和13年）に現在の鴨池新町の区域となる郡元の境ガ浜に飛行場が建設されることとなった。当初は鹿児島市が建設していたが、海軍省及び逓信省に引き継がれ、軍用飛行場として完成した。
第二次世界大戦中に海軍の基地として使用されていた飛行場であったが、第二次世界大戦終戦後の1953年（昭和28年）5月に鹿児島飛行場の設置認可がなされた。1957年（昭和32年）に鹿児島空港として開港し、1972年（昭和47年）3月31日に航空機のジェット機への転換や大型化によって手狭となり、市街地にあることから騒音問題が発生したことにより姶良郡溝辺町の現・鹿児島空港に移転するまで運用された。

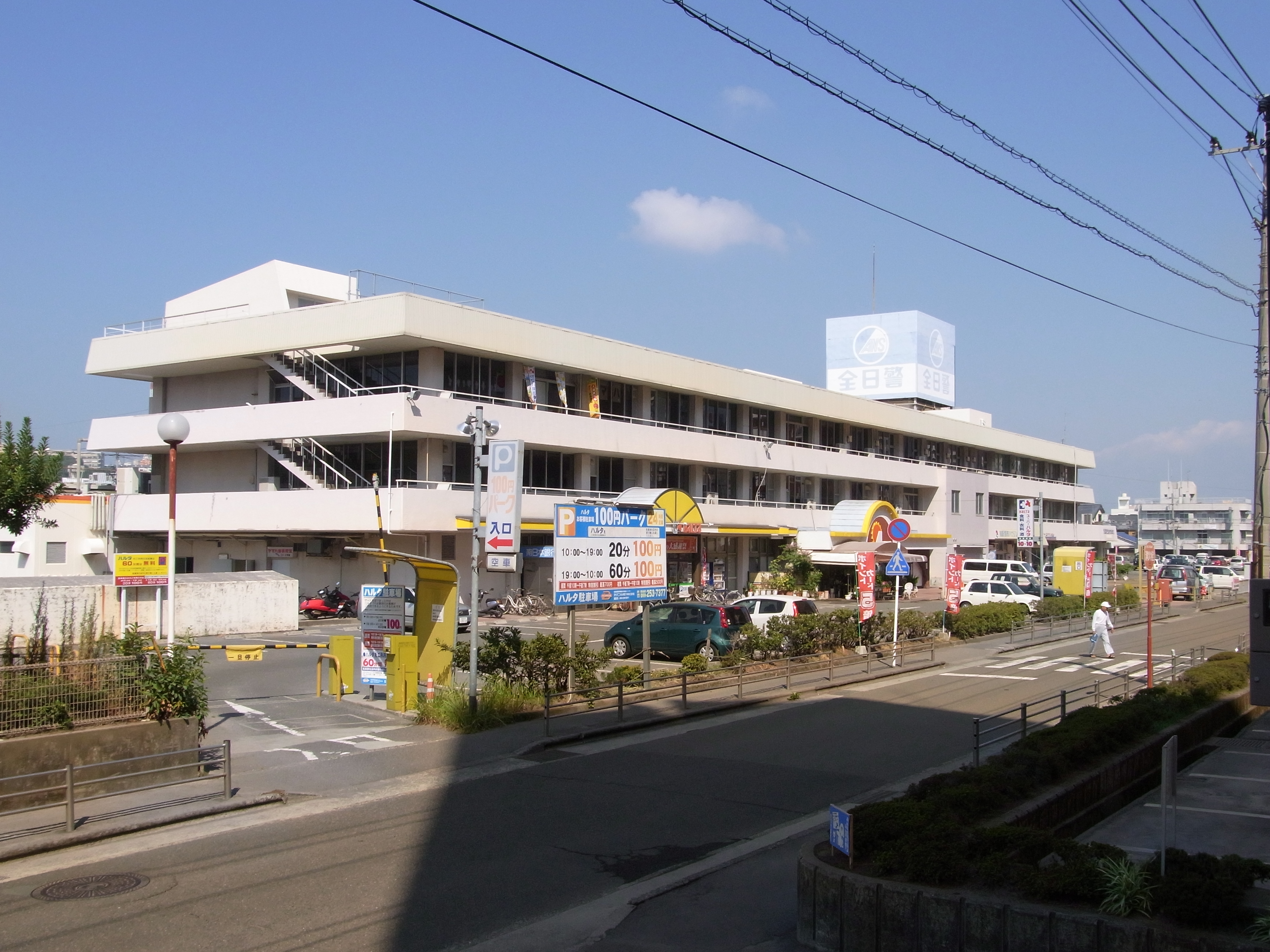
2014年初めまで現存していた旧鹿児島空港ビル（真砂本町）
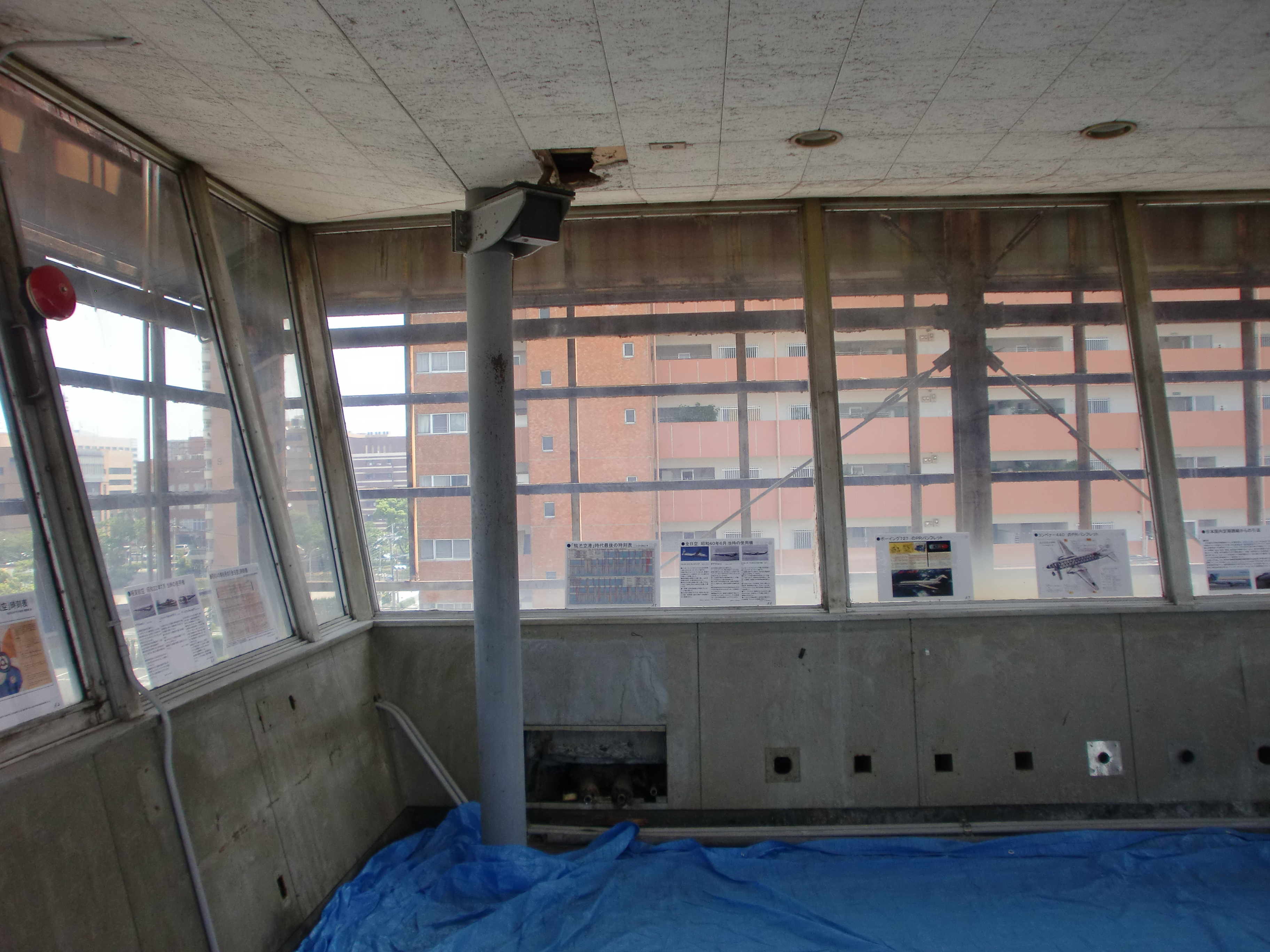
旧鹿児島空港ビルの管制室跡から鴨池新町にあった滑走路側を望む

### 鴨池海浜ニュータウンの開発
姶良郡溝辺町に移転した鹿児島空港の跡地が1972年（昭和47年）3月に国から鹿児島県に譲渡され、土地を譲渡された鹿児島県は1975年（昭和50年）より5年間にわたり「鴨池海浜ニュータウン」として再開発を行うこととなった。住宅地区の整備がすすめられ、鴨池海浜ニュータウンに隣接する地区には日本住宅公団などによって高層ビルの住宅団地が建設された。また、色彩計画が定められ建物の壁面や屋根の色に「かもいけホワイト」、「かもいけタン」、「かもいけブラウン」が指定された。

### 町の設置以降
1976年（昭和51年）5月17日の鹿児島県公報に掲載された鹿児島県告示「 町の区域の新設及び変更」により、同年の5月20日に郡元町の一部より鹿児島市の町「鴨池新町」として設置された。また、1976年（昭和51年）5月24日と1986年（昭和61年）にそれぞれ地先の公有水面埋立地が鴨池新町に編入された。
1996年（平成8年）には鴨池新町に鹿児島県庁舎、警察庁舎、議会庁舎が完成し、山下町から移転した。

### 町域の変遷
| 実施後           | 実施年             | 実施前         |
| ---------------- | ------------------ | -------------- |
| 鴨池新町（新設） | 1976年（昭和51年） | 郡元町（一部） |
| 鴨池新町（編入） | 1976年（昭和51年） | 公有水面埋立地 |
| 鴨池新町（編入） | 1986年（昭和61年） | 公有水面埋立地 |

## 施設

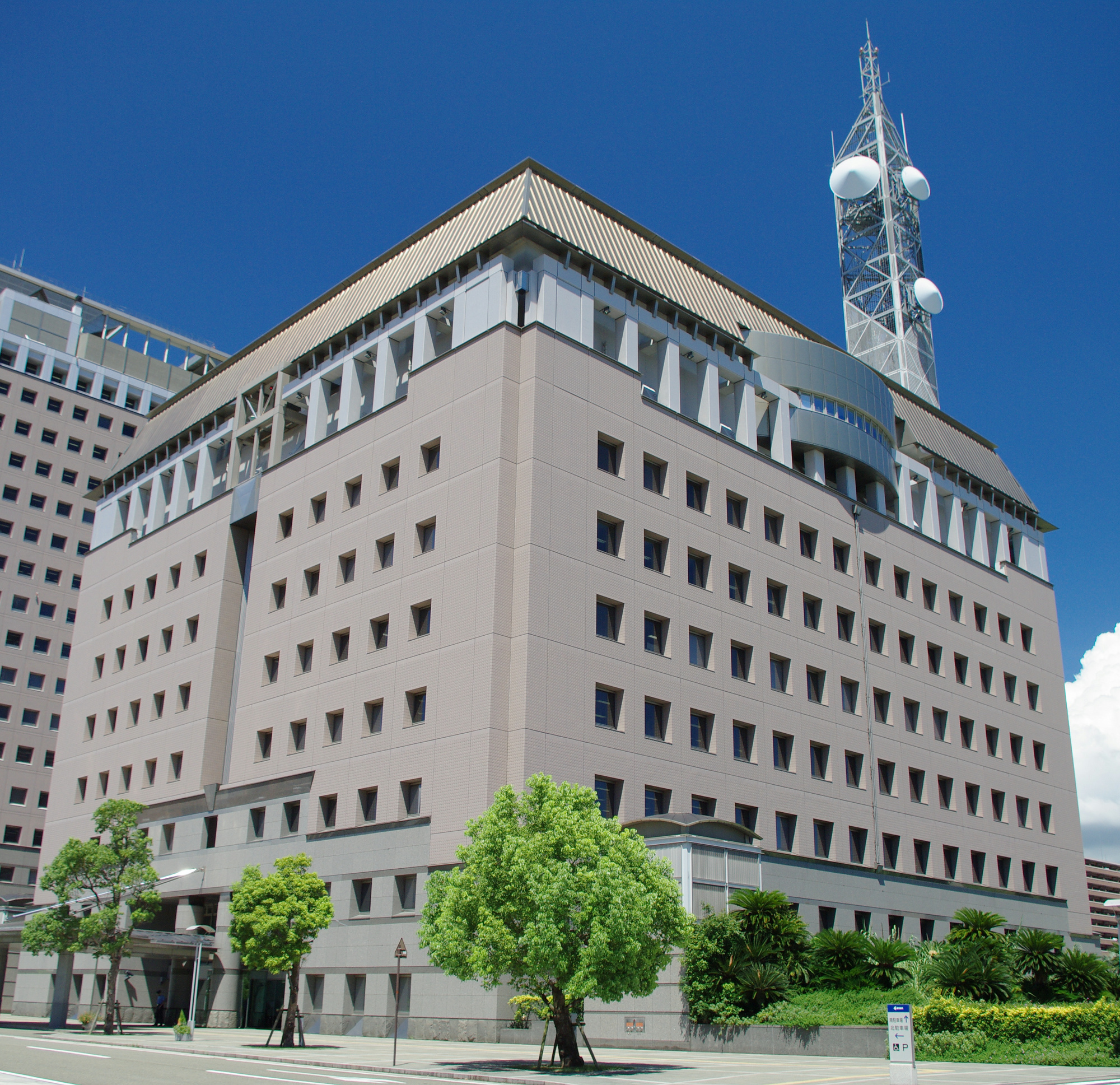
鹿児島県庁警察庁舎（鹿児島県警察本部）

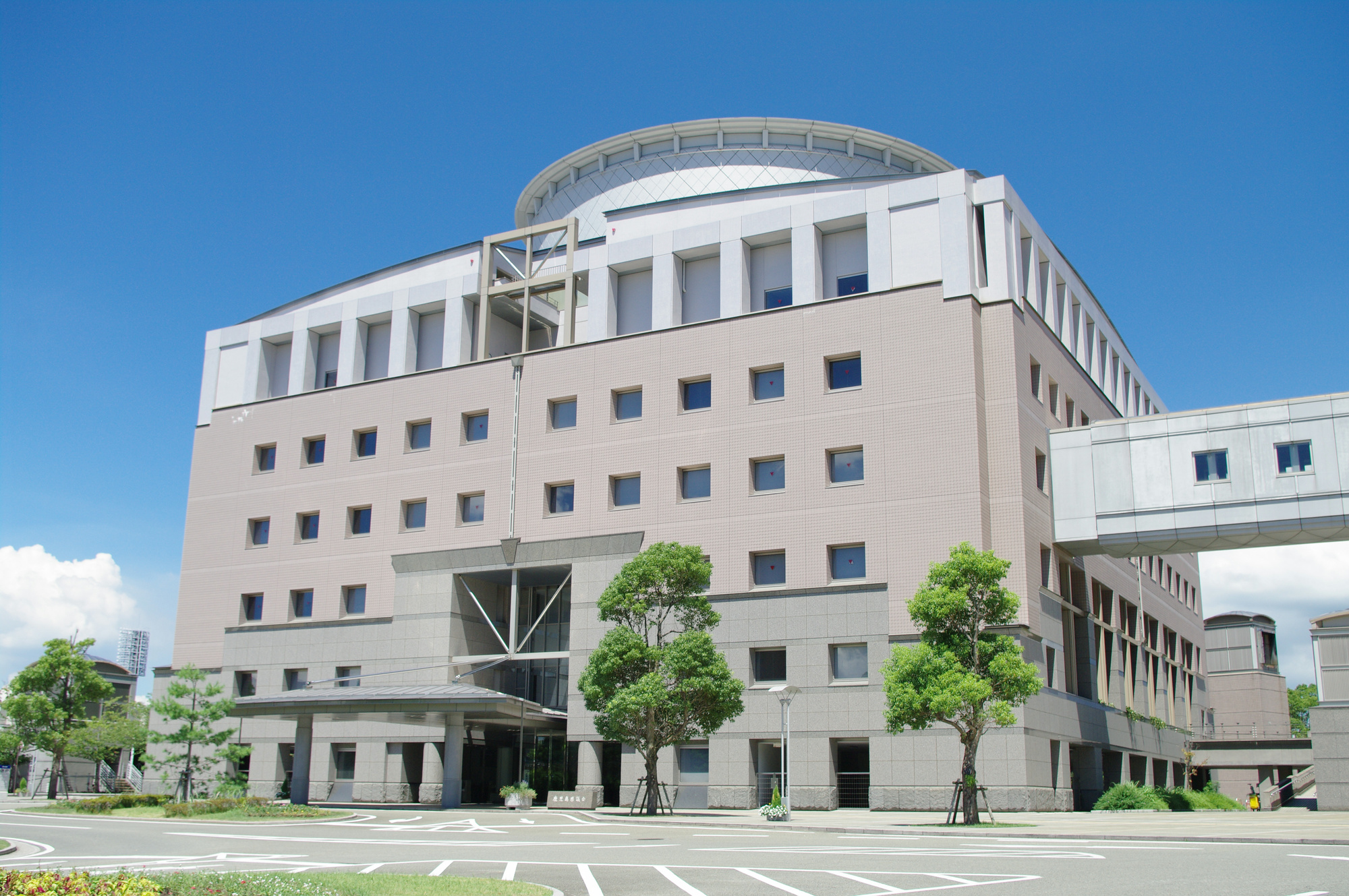
鹿児島県庁議会庁舎（鹿児島県議会）

### 公共
- 鹿児島県庁舎
  - 行政庁舎
    - 鹿児島県庁（事業所郵便番号：890-8577[23]）[8]
    - 鹿児島県教育委員会

  - 警察庁舎
    - 鹿児島県警察本部（事業所郵便番号：890-8566）[24]
    - 鹿児島県公安委員会

  - 議会庁舎
    - 鹿児島県議会
- 鹿児島地方法務局（事業所郵便番号：890-8518）
- 鹿児島市水道局（事業所郵便番号：890-8585）[25]
1976年（昭和51年）6月に松原町から移転[26]。
- 鹿児島県赤十字会館（1977年（昭和52年）完成[27]）
  - 日本赤十字社鹿児島県支部
日本赤十字社法に基づく認可法人である日本赤十字社の鹿児島支部であり、1977年（昭和52年）に郡元町から移転[27]。
  - 鹿児島県赤十字血液センター
1977年（昭和52年）に郡元町に存在していた日本赤十字社鹿児島支部から移転[27]。
- 鹿児島県市町村自治会館
- 鹿児島県社会福祉センター
1977年（昭和52年）完成[28]。
- 鴨池緑地公園[29]
  - 鴨池緑地球技場[30]
  - 鴨池緑地庭球場[30]

### 教育
- 鴨池しらうめ幼稚園[31]
- 太陽の子幼稚園[31]

### 病院
- 鹿児島市医師会病院
1982年（昭和57年）に建設着工。1984年（昭和59年）に落成[32]。

### 商業
- いわさきコーポレーション
- 九電工鹿児島支社

## 人口
以下の表は国勢調査による小地域集計が開始された1995年以降の人口の推移である。
「鹿児島市史」によれば、1985年（昭和60年）には人口が6,870人であり当時の鹿児島市の町としては原良町についで上位に並んでいた。2010年（平成22年）には上荒田町、川上町、春山町と並んで5千人台であり、鹿児島市の町としては上位に位置する。
| 年                 | 人口  |
| ------------------ | ----- |
| 1995年（平成7年）  | 6,993 |
| 2000年（平成12年） | 6,609 |
| 2005年（平成17年） | 6,144 |
| 2010年（平成22年） | 5,850 |
| 2015年（平成27年） | 5,630 |

## 小・中学校の学区
市立小・中学校に通う場合、学区（校区）は以下の通りとなる。
| 町丁     | 番・番地 | 小学校               | 中学校               |
| -------- | -------- | -------------------- | -------------------- |
| 鴨池新町 | 全域     | 鹿児島市立鴨池小学校 | 鹿児島市立鴨池中学校 |

## 交通

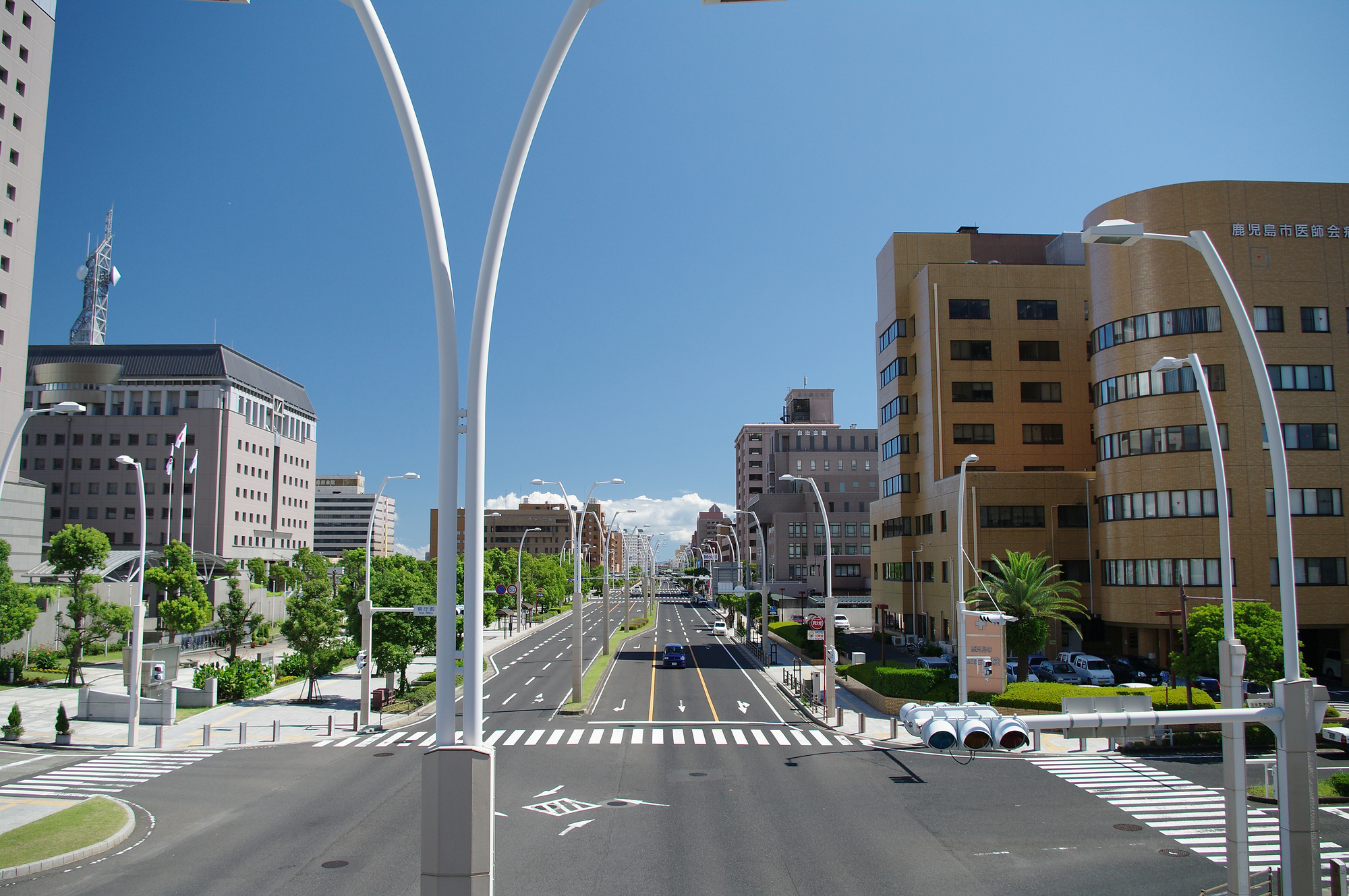
鹿児島県道218号鹿児島港下荒田線

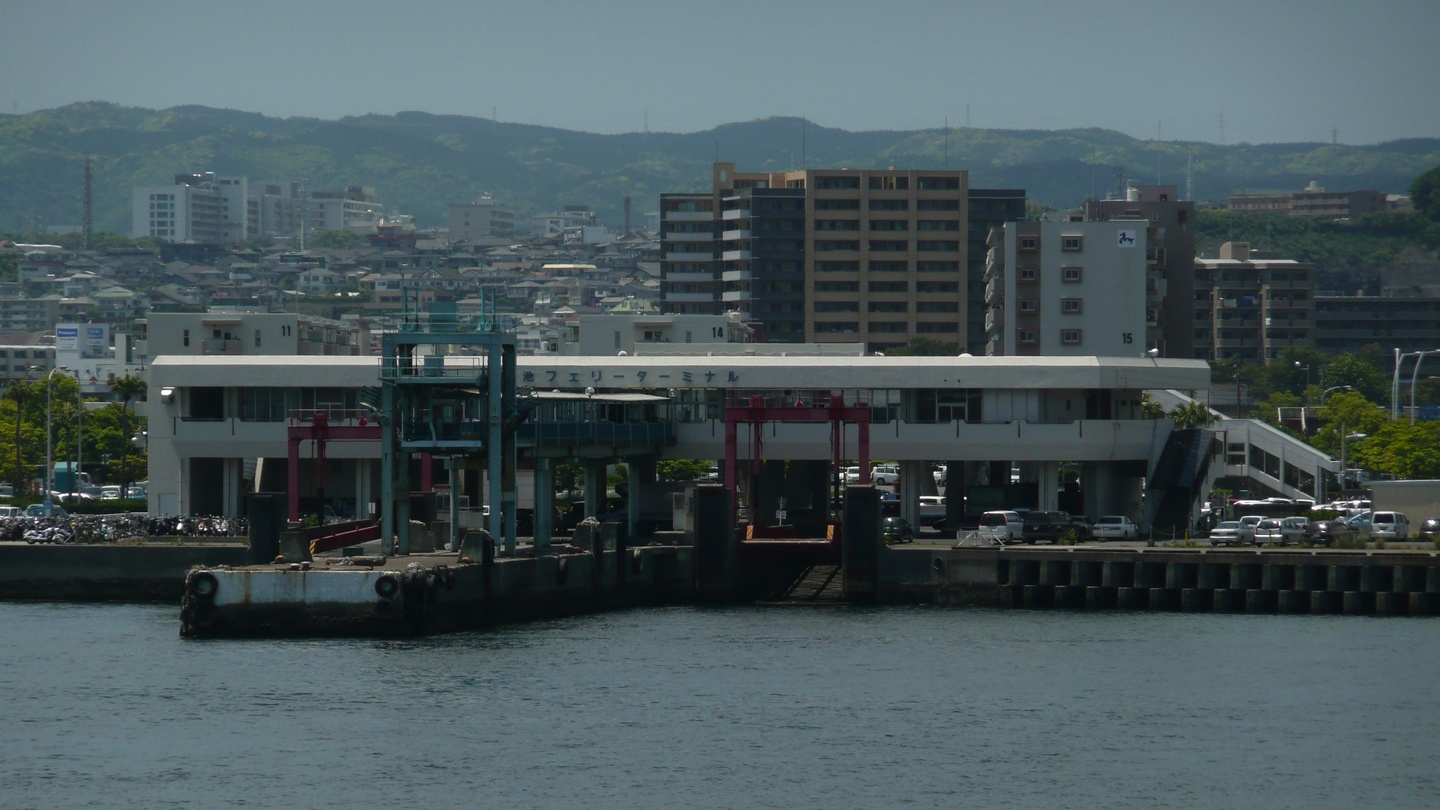
鴨池フェリーターミナル

### 道路
一般県道
- 鹿児島県道218号鹿児島港下荒田線

### 航路
- 鹿児島港
  - 鴨池港区
大隅交通ネットワーク「鴨池・垂水フェリー」（垂水港 - 鹿児島港）